# Джемдет-Наср

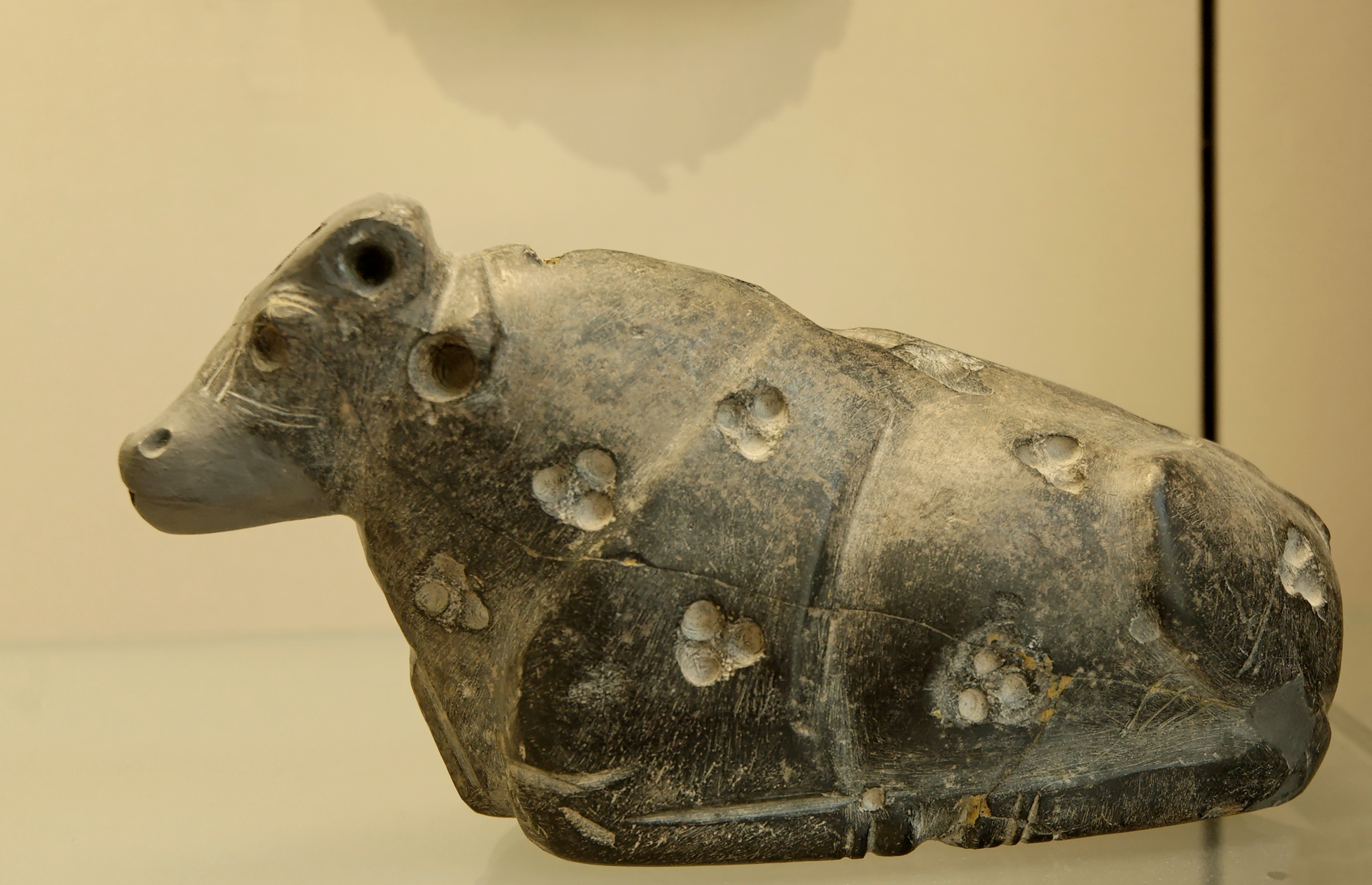
Изображение сидящего быка из чёрного мрамора, обнаруженное в Уруке. Джемдет-насрский период (около 3000 г. до н. э.). Лувр, Париж.

Джемдет-Наср — археологический памятник в Ираке. Расположен на территории иракской провинции Бабиль, к северо-востоку от древних городов Вавилон и Киш и к востоку от Куты. Возможно, здесь представлены древнейшие в мире памятники письменности.

## История
Джемдет-Наср является типовым археологическим памятником для культуры раннего бронзового века южной Месопотамии, именуемой также джемдет-насрским периодом (или периодом Урук III). Период был кратковременным, датируется около XXX в. до н. э. (согласно наиболее смелым оценкам — с XXXII по XXIX вв. до н. э.). Именно в этот период на юге Месопотамии возникает письменность и впервые появляются цилиндрические печати. Также происходит урбанистическая революция: многочисленные мелкие поселения Месопотамии превращаются в крупные города.

## Археология
Впервые Джемдет-Наср исследовала в 1926 и 1928 гг. группа британских и американских археологов, которую сначала возглавлял Стивен Лэнгдон, а позднее Генри Филд.
Находки были разделены: Эшмолеанский музей при Оксфордском университете и Национальный музей Ирака в Багдаде получили эпиграфические объекты, тогда как большая часть керамики была направлена в Музей естественной истории им. Филда в Чикаго.
Даже по тогдашним стандартам раскопки были исключительно плохо документированы и проанализированы. В настоящее время предпринимаются попытки ретроспективного анализа информации об археологических объектах и слоях.
В 1988 и 1989 гг. раскопки возобновились — их проводили Роджер Мэтьюс и другие.
В ходе новых раскопок было обнаружено крупное здание, где хранился архив протошумерских клинописных текстов и отпечатков печатей, а также сами цилиндрические печати. Характерная для джемдет-насрского периода полихромная расписная керамика помогла определить хронологию джемдет-насрского периода при раскопках других памятников.
Джемдет-насрский период является дальнейшим развитием культуры урукского периода и синхронен культуре Ниневия 5 северной Месопотамии и протоэламской цивилизации на западе Ирана. Он представляет собой последний этап перед возникновением в Шумере раннединастического государства.
Находки керамики типа Джемдет-Наср сделаны и далеко за пределами Ирака, в том числе на территории Омана (хафитский период).

## Литературе
- Robert K. Englund, The Proto-Cuneiform Texts from Jemdet Nasr 1, Mann Verlag, Gebrueder, 1991, ISBN 3-7861-1646-6
- Roger Matthews, Secrets of the Dark Mound: Jemdet Nasr 1926—1928, Iraq Archaeological Reports 6, Aris & Phillips Ltd., 2002, ISBN 0-85668-735-9
- Stephen Herbert Langdon, Pictographic inscriptions from Jemdet Nasr excavated by the Oxford and Field Museum Expedition, Oxford editions of cuneiform inscriptions, vol. 7, Oxford University Press, 1928
- Henry Field, The Track of Man: Adventures of an Anthropologist, Doubleday, 1953